# Younger and Younger
Younger and Younger is een Amerikaans-Duitse komische fantasyfilm uit 1993, geregisseerd en geschreven door Percy Adlon.

## Verhaal
Jonathan Younger verhuurt opslagruimte in zijn pakhuis waar mensen hun bezittingen kunnen opslaan. Zijn vrouw penny die in feitelijk al het werk verricht, overlijdt op een dag aan een hartaanval. Jonathans zoon Winston die economie studeert in Londen keert terug naar huis om te helpen in de zaak van zijn vader. Als Jonathan de draad weer oppakt wordt hij geconfronteerd met de geest van zijn overleden vrouw. 

## Rolverdeling
| Acteur            | Personage        |
| ----------------- | ---------------- |
| Donald Sutherland | Jonathan Younger |
| Brendan Fraser    | Winston Younger  |
| Lolita Davidovich | Penny            |
| Sally Kellerman   | ZigZag Lilian    |
| Julie Delpy       | Melodie          |
| Linda Hunt        | Frances          |

## Prijzen
- Brussels International Festival of Fantastic Film een Zilveren Raaf voor Percy Adlon.
- Internationaal filmfestival van Tokio een prijs voor beste actrice voor Lolita Davidovich.